# Geely Xingyue L
Geely Xingyue L/Monjaro (кит. 吉利星越L, пиньинь Jílì xīng yuè L) — среднеразмерный кроссовер, выпускаемый компанией Geely Automobile с 2021 года.

## Описание

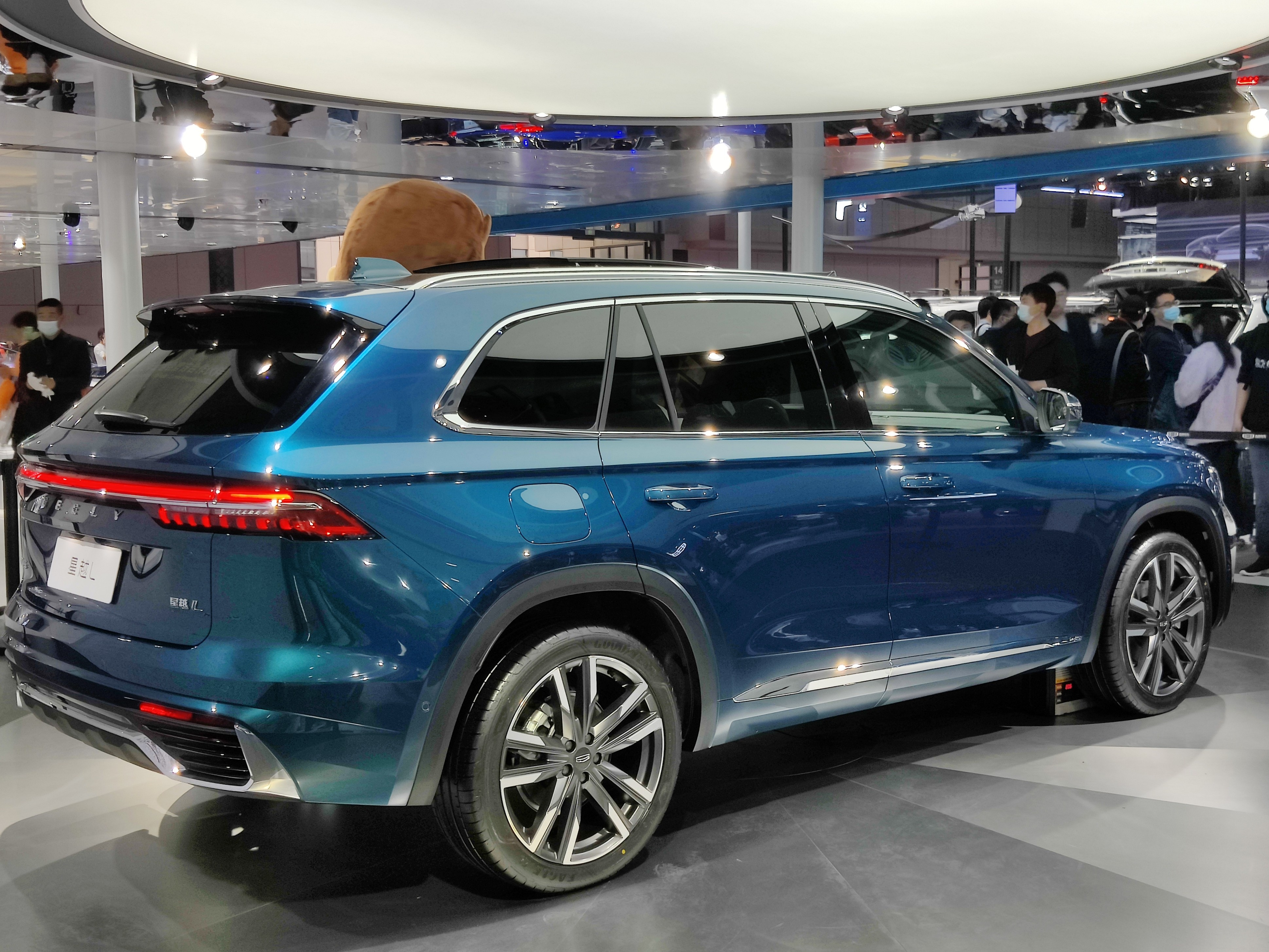
Geely Xingyue L

Впервые автомобиль был представлен в 2021 году. Индекс модели — KX11. Как и Geely Xingyue, автомобиль произведён на платформе CMA. Сборка автомобиля осуществляется в Шанхае.

## Особенности
Автомобиль Geely Xingyue L оснащается бензиновым двигателем внутреннего сгорания Volvo JLH-4G20TDB Drive-E VEP4 и 8-ступенчатой автоматической трансмиссией Aisin.
Разгон от 0 до 100 км/ч происходит за 7 секунд.

## Geely Xingyue L Hi-X
Geely Xingyue L Hi-X — гибридный автомобиль, серийно выпускаемый с декабря 2021 года. 